# Камйонка-Мала (Новосондецький повіт)
Камйонка-Мала (пол. Kamionka Mała) — село в Польщі, у гміні Камйонка-Велика Новосондецького повіту Малопольського воєводства.
Населення — 389 осіб (2011).
У 1975-1998 роках село належало до Новосондецького воєводства.

## Демографія
Демографічна структура станом на 31 березня 2011 року:
|          | Загалом | Допрацездатний вік | Працездатний вік | Постпрацездатний вік |
| -------- | ------- | ------------------ | ---------------- | -------------------- |
| Чоловіки | 190     | 51                 | 121              | 18                   |
| Жінки    | 199     | 54                 | 103              | 42                   |
| Разом    | 389     | 105                | 224              | 60                   |